# Ben Bernanke
Ben Bernanke (n. 13 decembrie 1953, Georgia, SUA) este un economist american. A fost președinte al Sistemului Federal de Rezerve al Statelor Unite ale Americii. În 2022 i-a fost decernat Premiul Nobel pentru Științe Economice, alături de Douglas Diamond și Philip H. Dybvig, „pentru cercetarea cu privire la bănci și crizele financiare”.

## Biografie
Ben Bernanke s-a născut la 13 decembrie 1953 în Augusta, Georgia, fiul lui Philip, farmacist, și al  Ednei, învățătoare. Bunicul său, Jonas Bernanke, este evreu născut în Austro-Ungaria. În copilărie, familia lui Ben Bernanke s-a mutat în Dillon, Carolina de Sud, fiind una din puținele familii de evrei din oraș.
Din 1996 până în 2002 a fost profesor la Universitatea Princeton. În perioada 2006-2014 a fost președinte al Federal Reserve.

## Publicații
- Bernanke, Ben S. (iunie 1983). „Nonmonetary Effects of the Financial Crisis in the Propagation of the Great Depression”. American Economic Review. 73 (3): 257–276. JSTOR 1808111.
- Bernanke, Ben S.; Blinder, Alan S. (septembrie 1992). „The Federal Funds Rate and the Channels of Monetary Transmission”. American Economic Review. 82 (4): 901–921. JSTOR 2117350.
- Bernanke, Ben S.; Gertler, Mark; Watson, Mark (27 mai 1997). „Systematic Monetary Policy and the Effects of Oil Price Shocks”. C.V. Starr Center for Applied Economics.
- Bernanke, Ben S.; Laubach, Thomas; Mishkin, Frederic S.; Posen, Adam S. (2001). Inflation Targeting: Lessons from the International Experience. Princeton University Press. ISBN 0-691-08689-3.
- Bernanke, Ben S. (2004). Essays on the Great Depression. Princeton University Press. ISBN 0-691-11820-5.
- Abel, Andrew B.; Bernanke, Ben S.; Croushore, Dean (2007). Macroeconomics (ed. 6). Addison–Wesley. ISBN 978-0-321-41554-7.
- Frank, Robert H.; Bernanke, Ben S. (2007). Principles of Macroeconomics. McGraw–Hill. ISBN 978-0-07-336265-6.
- Bernanke, Ben S. (octombrie 2015). The Courage to Act: A Memoir of a Crisis and Its Aftermath. W. W. Norton & Company. ISBN 978-0-393-24721-3.
- Bernanke, Ben S. (octombrie 2015). „Notes from The Courage to Act” (PDF). W. W. Norton & Company.
- Bernanke, Ben S. (mai 2022). 21st Century Monetary Policy: The Federal Reserve from the Great Inflation to COVID-19. W. W. Norton & Company. ISBN 978-1324020462.

## Legături externe
Materiale media legate de Ben Bernanke la Wikimedia Commons
- Statements and Speeches of Ben S. Bernanke
- Monitoring the Impact of Bernanke's 1st Press Conference on a Professional Market Terminal[nefuncțională]
, video